# Mai Narva
Mai Narva (Tallin, 22 de octubre de 1999) es una ajedrecista estonia que ostenta el título de Maestra Internacional (MI). Obtuvo el título de Gran Maestra Femenina (WGM) en 2021 y el de MI en 2022.

## Carrera
Mai Narva nació en una familia de ajedrecistas. Es nieta del maestro de ajedrez estonio Boris Rõtov y de la Gran Maestra Internacional de Ajedrez por Correspondencia Merike Rõtova. Su padre, Jaan Narva, es maestro de la FIDE, y su madre, Regina Narva, y su hermana, Triin Narva, poseen ambas el título de Maestra de la FIDE.
Mai Narva ganó el Campeonato de Ajedrez Femenino de Estonia en cuatro ocasiones: 2014, 2016 (tras el desempate), 2017 y 2020. También ganó la medalla de plata en el Campeonato de Ajedrez Femenino de Estonia de 2013 y compartió el segundo puesto en el Campeonato Abierto de Ajedrez de Estonia de 2015. En 2014, Narva ganó el 24º Campeonato de Europa Juvenil de Ajedrez Sub-16 (chicas) en Batumi (Georgia).
En 2024, ganó la medalla de plata en el Campeonato de Ajedrez Masculino de Estonia.
Narva ganó la medalla de bronce en el Campeonato de Europa Femenino de 2025, celebrado en la isla de Rodas, en Grecia.
Mai Narva ha jugado en las Olimpiadas de Ajedrez representando a su país:
- En 2014, en el primer tablero en la 41ª Olimpiada de Ajedrez (femenino) en Tromsø (+6 -4 =1);
- En 2016, en el primer tablero en la 42ª Olimpiada de Ajedrez (femenino) en Bakú (+3 -5 =2);[10]
- En 2018, en el primer tablero en la 43ª Olimpiada de Ajedrez (femenino) en Batumi (+6, =3, -1);[11]
- En 2022, en el primer tablero de la 44ª Olimpiada de Ajedrez (femenino) en Chennai (+4, =2, -3);[12]
- En 2024, en el primer tablero de la 45ª Olimpiada de Ajedrez (femenino) en Budapest (+6, =2, -2).[13]

Estudió en la Gustav Adolf Grammar School. Es miembro del equipo de ajedrez de la Universidad de Baltimore (UMBC).